# Новоаташево
Новоата́шево (рос. Новоаташево, башк. Яңы Аташ) — присілок у складі Ілішевського району Башкортостану, Росія. Входить до складу Сюльтінської сільської ради.
Населення — 79 осіб (2010; 98 у 2002).
Національний склад:
- башкири — 96 %